# Desalinhamento cinético
O desalinhamento cinético, segundo Nelson e Scholtz, é um mecanismo onde a matéria escura é um condensado de um bóson de vetor muito leve. Esse condensado pode ser produzido durante a inflação, desde que a massa do vetor surja através do mecanismo de Stueckelberg. O mecanismo de desalinhamento para produzir um condensado de bóson foi considerado em conexão com o axônio e vários outros campos escalares leves, como módulos. Modos espacialmente variáveis de um campo bosônico serão suavizados pela expansão do universo.
O mecanismo de desalinhamento é um efeito hipotético na solução proposta pela teoria de Peccei-Quinn para o problema de PC forte na mecânica quântica. Esse mecanismo de desalinhamento convencional, o campo  áxional tem um valor inicial constante no universo inicial e depois começa a oscilar. No mecanismo de desalinhamento cinético, o campo axial atravessa rapidamente as barreiras potenciais e, eventualmente, inicia oscilações quando desacelerado o suficiente pelo atrito.

## Matéria escura
Desalinhamento cinético, no estudo do movimento de áxions, reforça bastante a equivalência  áxion-matéria escura. É um conceito que responde a perguntas-chave relacionadas às origens da matéria escura e fornece caminhos para os esforços contínuos de detecção e prevê um áxion com maior força de interação e pode ser descoberto em pesquisas experimentais planejadas.